# Jean-Claude Cotillard
Pour les articles homonymes, voir Cotillard.
 (juin 2020).
Si vous disposez d'ouvrages ou d'articles de référence ou si vous connaissez des sites web de qualité traitant du thème abordé ici, merci de compléter l'article en donnant les références utiles à sa vérifiabilité et en les liant à la section « Notes et références ».
Jean-Claude Cotillard, né le 24 août 1946 à Saint-Maurice est un comédien, dramaturge, metteur en scène et pédagogue français.
Il a reçu en 2006 le Molière du théâtre privé pour Moi aussi, je suis Catherine Deneuve de Pierre Notte qu'il a mis en scène et en 2010 le Molière du spectacle musical pour Les Douze Pianos d'Hercule de Jean-Paul Farré qu'il a également mis en scène.
Il a dirigé de 2003 à 2013 l'École supérieure d'art dramatique de Paris, devenue en 2008 l'une des onze écoles supérieure d’art dramatique de France. Il a créé dans cette école, en 2011, la formation professionnelle d’Arts du mime et du geste.

## Biographie
Originaire d'Alfortville où il a grandi, Jean-Claude Cotillard fait des études sur le mime dans l’école de Maximilien Decroux, puis écrit et joue un spectacle sans texte en solo intitulé Évasion.
Il compose ensuite des spectacles pour enfants, toujours sans texte, dont Les Pieds dans la confiture et Le Regard d'Antoine qui ont représenté la France au Festival de Lima au Pérou. Dans les années 1990, il crée au Théâtre Montparnasse à Paris Les hommes naissent tous ego avec quatre comédiens-mimes (400 représentations en France et dans le monde).
Début 2000, il s’intéresse à la mise en scène de texte. Il crée Une très belle soirée d’après Fragments d'un discours amoureux de Roland Barthes puis Moi aussi, je suis Catherine Deneuve de Pierre Notte et Diagnostic d’après une nouvelle de Daniel Pennac.
Il renoue avec le théâtre visuel et crée Fin de série en 2013 et, en 2019, en collaboration avec Pierre Notte L’amour à 15h37.
Parallèlement à son activité artistique, il mène une carrière de pédagogue : professeur d’art dramatique au Conservatoire d'Orléans avant d’être nommé directeur de l’École supérieure d'art dramatique de Paris, devenue en 2008 une école nationale. Il enseigne, sous forme de stage, le théâtre gestuel et burlesque dans le monde entier.
Il est notamment le père de Marion Cotillard.

## Théâtre

### Auteur et metteur en scène
- 2019 : L'Amour à 15h37[2]
- 2013 : Fin de série[7], Vingtième Théâtre
- 2012 : Le Travail, Théâtre du Renard - Paris
- 1998 : La Vie en rose, Théâtre Le Ranelagh - Paris
- 1995 : Occupe-toi de moi!, L'Étoile du Nord (théâtre) - Paris
- 1992 : Trekking, Théâtre Le Ranelagh - Paris
- 1990 : Les Hommes Naissent Tous Ego, Théâtre Montparnasse - Paris

### Metteur en scène - adaptateur
- 2019 : Mariaj en chonsons (Blond and Blond and Blond)
- 2016 : La Flûte enchantée Orléans, La fabrique Opéra
- 2015 : Carmen Orléans, La Fabrique Opéra
- 2015 : Irma Rit Rose de et avec Irma Rose, Théâtre Les Déchargeurs
- 2013 : C'est Provisoire de et avec Irma Rose, Théâtre Essaïon
- 2009 : Ça va pas se faire tout seul, troupe de clowns Les Cousins
- 2008 : Les Douze Pianos d'Hercule de Jean-Paul Farré, Festival d’Avignon (Molière du spectacle musical 2010)
- 2007 : Journalistes de Pierre Notte. Création au Théâtre Tristan-Bernard à Paris.
- 2005 : Moi aussi je suis Catherine Deneuve de Pierre Notte, crée au La Pépinière-Théâtre (Molière du meilleur spectacle 2006, nomination meilleure compagnie
- 2003 : Eva Peron de Copi. Création au festival Théâtre réél de Iekaterinbourg (Russie) suivi de dix ans de tournée
- 2002 : Une très belle soirée d’après Fragments d'un discours amoureux de Roland Barthes (Prix du Jury-jeune et mention spéciale du Jury aux Rencontres Charles Dullin)
- 2000 : Le Songe d’une nuit d’été (Felix Mendelssohn - Shakespeare), Orléans
- 1997 : L’Histoire du Soldat (Stravinsky - Ramuz), Orléans
- 1992 : Jeanne d’Arc au Bûcher (Arthur Honegger - Paul Claudel), Cathédrale d'Orléans
- 1987 : La fedelta premiata, théâtre d'Orléans

### Spectaclesjeune publicauteur et metteur en scène
- 1988 : Sido et Sacha de Claude Morand
- 1986 : Opéré d’Urgence (adaptation du roman de Jacques Cassabois)
- 1984 : De l’Autre Coté du Mouchoir
- 1982 : Le Regard d’Antoine, Festival de Lima (Pérou)
- 1981 : Les Pieds dans la confiture, Festival de Lima (Pérou)

### Directeur artistique: Cotillard Compagnie - (Spectacles à Colorier)

#### Professeur d’art dramatique
- 1974 à 1977 : Chargé de cours d'expression corporelle à la Cité Universitaire Internationale de Paris. Assistant de M.Decroux au Conservatoire National Supérieur d’Art dramatique de Paris
- 1976 à 1986: Professeur de travail corporel à l’École d’art dramatique Jean Périmony à Paris.
- 1977 à 2002 : Professeur au Conservatoire National d’art dramatique d’Orléans[8].
- 1996 : Professeur à l’École Supérieure d’Art Dramatique de Paris.
- 2003-2013 : Directeur pédagogique de l’École Supérieure d’art Dramatique de la ville de Paris[9].
- 2014 : Intervenant au Conservatoire National Supérieur d’Art Dramatique de Paris.
- 2018 : Intervenant à l'école supérieure de Théâtre des Teintureries à Lausanne[réf. nécessaire].

### Acteur
- 2013 : Fin de série, création Cotillard Cie, mise en scène Jean-Claude Cotillard, Vingtième Théâtre
- 2008 : Diagnostic, d'après une nouvelle de Daniel Pennac, mise en scène Jean-Claude Cotillard, Théâtre Daniel-Sorano
- La Vie en Rose
- 2002 : Le Travail de et mise en scène Jean-Claude Cotillard, Théâtre du Renard - Paris
- 1995 : Occupe-toi de moi! de et mise en scène Jean-Claude Cotillard, L'Étoile du Nord (théâtre) - Paris
- 1992 : Trekking, mise en scène Jean-Claude Cotillard, Théâtre Le Ranelagh - Paris
- 1990 : Les Hommes Naissent Tous Ego de et mise en scène Jean-Claude Cotillard, Théâtre Montparnasse - Paris
- Don Quichotte dans Don Quichotte (adapt. Jean-Marie Lecoq)
- Pirlon dans Molière de Goldoni (mise en scène de Gérard Audax)

## Cinéma
- 1999 : Je règle mon pas sur le pas de mon père de Rémi Waterhouse
- 2010 : Les Petits Mouchoirs de Guillaume Canet
- 2014 : Sous les jupes des filles d'Audrey Dana

## Distinctions

### Récompenses
- 2002 : Prix du Jury-jeune et mention spéciale du Jury aux Rencontres Charles Dullin pour Une très belle soirée d’après Fragments d'un discours amoureux de Roland Barthes
- Molières 2006 : Molière du théâtre privé pour Moi aussi je suis Catherine Deneuve
- Molières 2010 : Molière du théâtre musical pour Les douze pianos d'Hercule de Jean-Paul Farré

### Nomination
- Molières 2006 : Meilleure compagnie pour Moi aussi je suis Catherine Deneuve